# Ted Rowlands, Baron Rowlands
Edward „Ted“ Rowlands, Baron Rowlands, CBE (* 23. Januar 1940) ist ein walisischer Politiker, der über 30 Jahre für die  Labour Party im britischen Unterhaus saß und in den 1970ern Staatsminister war.

## Jugend und Ausbildung
Er ging auf die Rhondda Grammar School und die Wirral Grammar School und studierte dann am King’s College London, wo er 1962 mit einem BA in Geschichte abschloss.

## Politische Karriere
1966 wurde Rowlands das erste Mal für den Wahlkreis Cardiff North in das britische Unterhaus gewählt aber er verlor seinen Sitz wieder bei der Unterhauswahl 1970. Bei der Nachwahl 1972 im Wahlkreis Merthyr Tydfil nach dem Tod des Abgeordneten S. O. Davies zog er erneut in das Parlament ein und behielt seinen Sitz bis zum Neuzuschnitt der Wahlkreise bei der Unterhauswahl 1983, bei der er den Parlamentssitz für den Wahlkreis Merthyr Tydfil and Rhymney gewann. Er verteidigte seinen Sitz in drei aufeinanderfolgenden Wahlen, bis er 2001 abgewählt wurde.
Er war Juniorminister unter Harold Wilson, und von 1969 bis 1970 und erneut von 1974 bis 1975 Parlamentarischer Unterstaatssekretär im Wales-Ministerium. Ab 1976 war er unter  James Callaghan Staatsminister im Außenministerium, bis die Labourregierung bei den Britischen Unterhauswahlen 1979 abgewählt wurde.
2002 wurde er Commander of the British Empire ausgezeichnet und 2004 wurde er als Baron Rowlands, of Merthyr Tydfil and of Rhymney in the County of Mid-Glamorgan, zum Life Peer erhoben. Im House of Lords ist er Mitglied des Constitution Committee.